# 高津戸信幸
高津戸 信幸（たかつと のぶゆき、1986年4月20日 - ）は、日本のギタリスト、ソングライターである。ロックバンド「MAGIC OF LiFE」ボーカル・ギター担当。栃木県宇都宮市出身。血液型O型。とちぎ未来大使（2024年2月7日委嘱）

## 人物
栃木県立宇都宮商業高等学校、作新理容美容専門学校卒業。
主に作詞、作曲を担当。現在バンド唯一のオリジナルメンバーでもある。2003年、バンドを高校2年生の時に結成した。当初は高校卒業後に解散する予定だったが、活動を継続することにする。2012年のバンドメンバー入れ替えまで「Dirty Old Men」として活動をしていた。2014年にバンド名を「MAGIC OF LiFE」に変更して現在に至る。尊敬するアーティストは中学時代から聞いている「Mr.Children」、宇都宮の先輩バンド「CRUNCH」（2006年3月解散）。父、母、兄が理容師。自身も専門学校を卒業していて、国家資格も持っているが、音楽の道を目指した。

## 参加作品
| 楽曲                                               | アーティスト                   | 備考                                                                |
| -------------------------------------------------- | ------------------------------ | ------------------------------------------------------------------- |
| I'm Ready（作詞・作曲）                            | AUTRIBE                        |                                                                     |
| ダメ×ダメ＝（作詞・作曲） 雨の匂いで（作詞・作曲） | アサギ・トシカズ（浅沼晋太郎） | サウンドトラック『銀河機攻隊マジェスティックプリンス 【BLUE】」収録 |
| からっぽな朝（作詞・作曲）                         | sweet ARMS                     | アルバム『TRIGGER』収録                                             |
| 紙飛行機（ギター）                                 | NIKIIE                         | アルバム『Pianism』収録                                             |
| それでいい（作詞・作曲）                           | 桜田通                         |                                                                     |
| 大福（作詞・作曲）                                 | とち介                         | 公式イメージソング                                                  |

## 使用機材
- エレクトリックギター
  - エピフォン・カジノ
    - 1989年製(Cherry)・(Natural)

  - ギブソン・ES-335
    - (Cherry)・(Sunburst)

  - フェンダー・ストラトキャスター(Black)
- アコースティック・ギター
  - 1960's ギブソン・J-45 (CS)
  - Cooder by Takamine
- マイク
  - TELEFUNKEN M80
  - SHURE BETA87
- エフェクター
  - ボス
    - BD-2 Blues Driver
    - TU-2 Chromatic Tuner

  - FULLTONE OBSESSIVE COMPULSIVE DRIVE
  - Line 6 DL4 Delay Modeler
- アンプ
  - ヴォックス AC-30

## 出演

### 映画
- くすぶりの狂騒曲（2024年12月13日）- SJ 役[4]